# Éric Ferrand
Éric Ferrand est un homme politique français né le 21 octobre 1959 à Paris.

## Vie politique
Élu socialiste au Conseil municipal du 11e arrondissement de Paris en 1989, il devient conseiller de Paris en juin 1995. Il est élu Adjoint au Maire du 11e, chargé de suivre les dossiers du logement, de la petite enfance et des affaires scolaires. Il a été également nommé représentant du Secrétaire d'État aux transports, en 1990, au Conseil Supérieur de la Navigation de plaisance et des Sports Nautiques présidé alors par Thierry Lajoie.
En mars 1998, il est élu au Conseil régional d'Île-de-France sur la liste de la Gauche plurielle, puis réélu en mars 2004 où Il a été désigné pour siéger à la commission des lycées, jusqu'en 2010.
Entre mars 2001 et mars 2008, il a occupé les fonctions d'Adjoint au Maire de Paris, Bertrand Delanoë, chargé de la vie scolaire et de l’aménagement des rythmes scolaires. Il a ensuite été  chargé par le Maire de Paris de conduire la mission de préfiguration du Palais Brongniart jusqu'en juillet 2010 date à laquelle il a rejoint la Mission de la médiation de la Ville de Paris comme conseiller de Claire Brisset, ancienne Défenseure des enfants et Médiatrice de la Ville de Paris. En juillet 2014, il lui succède comme Médiateur de la Ville de Paris, nommé par la nouvelle Maire de Paris, Anne Hidalgo. Depuis juin 2015, il préside l'Association de Médiateurs de Collectivités Territoriales (AMCT) dont la Ville de Paris est adhérente.
Au Conseil régional et au Conseil de Paris, il était membre du Groupe du Mouvement républicain et citoyen (MRC), formation créée par Jean-Pierre Chevènement.

## Vie non-politique
Engagé sur les questions de politiques scolaires et de laïcité, il est membre depuis 2006 du jury du "prix de la laïcité" présidé par Antoine Sfeir (2006) et le professeur Jean-Pierre Changeux (2008). Il est aussi l'auteur d'un ouvrage paru en septembre 2007 aux éditions L'Harmattan : Quelle école pour la République?.
En juillet 2012, il siège en tant qu'expert dans la commission pour la refondation de l'école mise en place par Vincent Peillon, ministre de l'éducation nationale. Il publiera plusieurs contributions au débat.
En 2009, il crée un collectif de jeunes auteurs qui publie, sous sa direction, le premier volume d'une série de livres de réflexions politiques : Quelle République pour le 21e siècle ? (L'Harmattan, janvier 2010). Le deuxième volume a été préfacé par François Hollande (Le publieur 2012) et le volume 3 par Anne Hidalgo (Le Publieur 2012). En octobre 2013, il publie un Petit précis de laïcité préfacé par Robert Badinter.
En mars 2017 il dirige, avec l'écrivaine Nathalie Kaufmann, un ouvrage intitulé Enfants de la Patrie, rassemblant, sous le regard de la photographe Laurence Godart, quarante-sept contributions de citoyens français, originaires de tous les coins du monde, venus dire leur fierté et affirmer leur identité républicaine. Ce livre est paru aux éditions Le Publieur.
Auparavant, il a publié un petit ouvrage d'études universitaires : Approche de Fidélio et un roman d'anticipation Cauchemar au Subdray (comedia 2011).
En mai 2013, il publie un conte pour enfant inspiré et illustré par sa fille Zoé, Nestor et Zoé se rencontrent (lulu.com). Et en septembre 2015, ils ont tous les deux composé un nouveau conte, Orage sur l'île fantastique, chez le même éditeur (lulu.com). En janvier 2016, ils publient, à nouveau chez le même éditeur La drôle de semaine d'Emma. En novembre 2016, c'est une nouvelle policière, Meurtre de la boulangère, qu'ils publient, toujours ensemble, chez Lulu.com. En février 2018, ils renouent avec le conte en faisant paraître Le collier de la discorde (lulu.com).